# الجبارنة (تازة)
الجبارنة قرية ومركز جماعة الجبارنة القروية التابعة لإقليم تازة المغربي، شرقي مدينة فاس، تضم بلدة اجبارنة 3.456 نسمة (إحصاء 2004).